# Sub Pop
Sub Pop es un sello discográfico independiente de Seattle, Washington, famoso por ser el primero en contratar a bandas como Nirvana, Soundgarden y varias otras de la emergente escena local grunge. El sello ha sido considerado como uno de los que dio los primeros pasos para la popularización del grunge. Actualmente el 49% del sello es manejado por Time Warner, uno de los más grandes conglomerados de medios en el mundo.

## Historia
Sub Pop fue fundado en 1979 en Olympia, Washington, cuando Bruce Pavitt comenzó a hacer un fanzine de ámbito local, Subterranean Pop, centrado en los grupos y música rock de corte alternativo. Subterranean Pop sería renombrado al definitivo Sub Pop en el segundo número del fanzine.
Sub Pop alternó ediciones del fanzine con casetes donde se incluían recopilaciones de bandas de rock independiente. Se publicaron nueve números: seis fanzines y tres casetes. El fanzine dejó de publicarse y todo se centró en las ediciones de casetes, con portadas diseñadas por dibujantes profesionales, pero esta idea no fructificó debido a los altos costes económicos y de mano de obra.
En 1983 Pavitt se trasladó a Seattle, Washington. Estando allí, empezó a escribir una columna de The Rocket, periódico de Seattle. En 1986 lanzó su primer LP con Sub Pop, el recopilatorio Sub Pop 100 (donde ya aparece Sonic Youth). En 1987 editó el primer EP de Green River, Dry As A Bone. Esta banda tuvo los primeros contactos en la escena alternativa, y lo que se definiría más tarde como grunge, llegando a participar en recopilatorios (como el Deep Six de 1986) con grupos considerados grunge como The Melvins o Soundgarden. Ese mismo año, Kim Thayil de Soundgarden presentó a Pavitt a Jonathan Poneman.

### Éxito internacional
Bruce Pavitt y Jonathan Poneman decidieron fundar Sub Pop Records, y en octubre de 1987 lanzaron el primer EP de Soundgarden, Screaming Life. Se creó Sub Pop Singles Club, un servicio de suscripción mensual donde se enviaban por correo sencillos de las bandas locales más interesantes del momento. Curiosamente, el primer sencillo que se envió fue Love Buzz/Big Cheese, de Nirvana. En 1993 se clausuró este servicio, abriéndose de nuevo en 1998 y volviendo a cerrarse en 2002. La popularidad que alcanzaron estos singles sobrepasó las fronteras estadounidenses, alcanzando sobre todo a las islas británicas, llegando a recibir Pavitt y Poneman a un periodista de la prestigiosa e histórica revista británica Melody Maker (la revista musical más antigua del mundo hasta su cierre en 2000, fundada en 1926) para escribir sobre el fenómeno que se estaba gestando en Seattle en esos momentos.
Pronto llegarían los éxitos de Sub Pop. En 1988, Superfuzz Bigmuff, de Mudhoney, y Bleach, de Nirvana. El movimiento grunge de Seattle de finales de los 80 y comienzos de los 90 estaba servido. Pese a todo, las críticas no tardarían en llegar. Muchos fans acusaron a Pavitt y Poneman de «subirse al carro» del lado económico y pensar más en el dinero que en la música. Bleach de Nirvana tuvo una buena acogida entre los fans, siendo uno de los álbumes favoritos de las emisoras de radio universitarias del momento. Originariamente, vendió 6.000 copias. Una cifra discreta, pero para tratarse del primer disco de una nueva banda local en una discográfica independiente la cifra no fue del todo mala. Prácticamente todas las copias se lanzaron en formato vinilo.
Rápidamente la popularidad de Nirvana, Mudhoney y Soundgarden creció, y se marcharon a discográficas más grandes. Nirvana, por ejemplo, se marchó a DGC Records por 287.000 dólares. 75.000 dólares fueron a parar a Sub Pop, más el dos por ciento de las ganancias de los discos. Comenzaron entonces tiempos bastante difíciles para una discográfica que se acostumbró al éxito, la rentabilidad y una crítica excepcional, donde todo el mundo y los periodistas especializados esperaban la nueva banda de un sello que parecía que todo lo que tocaba lo convertía en oro. Muchas bandas del movimiento alternativo y grunge pasaron por las manos de Sub Pop. Algunas de cierto éxito, como Sebadoh o The Vaselines, grupo al que Nirvana versionó en Incesticide y MTV Unplugged in New York, y que influyó en la música de Kurt Cobain. Gracias a ello ganaron un buen número de fans (lo mismo ocurrió con Meat Puppets, aunque estos no llegaron a trabajar con Sub Pop).
En 1994, Sub Pop descubrió otro talento marca de la casa. Se tratataba de Sunny Day Real Estate. Sub Pop no solo descubrió una banda prometedora, sino que, como pasó con Nirvana, su hallazgo supuso la explosión de otro movimiento, el emo. Diary, de 1994, es la ópera prima de Sunny Day Real Estate. Originarios también de Seattle, esta banda supuso un nuevo éxito mundial para Sub Pop, un balón de oxígeno y un sinfín de nuevas bandas generadas tras esta aparición.
En 1996, Bruce Pavitt, fundador original de Sub Pop, dejó la discográfica después de casi 20 años. Pavitt quería pasar más tiempo con su familia.

### Sub Pop hoy
Mucho han cambiado las cosas en Sub Pop desde aquellos explosivos finales de década de los 80 y principios de los 90. En Sub Pop se vieron obligados a dejar las oficinas y almacenes que habían estado usando desde 1988.
Bandas como The Postal Service, Band of Horses, Ugly Casanova, The Shins, Hot Hot Heat, Iron & Wine o  Weyes Blood son ejemplos del Sub Pop del presente. En 2008, Fleet Foxes se convirtió en la banda revelación con uno de los mejores álbumes del año.